# Java Architecture for XML Binding
Java Architecture for XML Binding (JAXB) est l'API Java d'Oracle (anciennement Sun Microsystems) permettant de créer des classes Java à partir de schémas (.XSD) et inversement.
Elle facilite l'utilisation du XML en Java en compilant un schéma XML dans une ou plusieurs classes.

## Mappage par défaut
| XML Schema Type     | Java Data Type                          |
| ------------------- | --------------------------------------- |
| xsd:string          | java.lang.String                        |
| xsd:integer         | java.math.BigInteger                    |
| xsd:positiveInteger | java.math.BigInteger                    |
| xsd:int             | int                                     |
| xsd:long            | long                                    |
| xsd:short           | short                                   |
| xsd:decimal         | java.math.BigDecimal                    |
| xsd:float           | float                                   |
| xsd:double          | double                                  |
| xsd:boolean         | boolean                                 |
| xsd:byte            | byte                                    |
| xsd:QName           | javax.xml.namespace.QName               |
| xsd:dateTime        | javax.xml.datatype.XMLGregorianCalendar |
| xsd:base64Binary    | byte[]                                  |
| xsd:hexBinary       | byte[]                                  |
| xsd:unsignedInt     | long                                    |
| xsd:unsignedShort   | int                                     |
| xsd:unsignedByte    | short                                   |
| xsd:unsignedLong    | java.math.BigDecimal                    |
| xsd:time            | javax.xml.datatype.XMLGregorianCalendar |
| xsd:date            | javax.xml.datatype.XMLGregorianCalendar |
| xsd:g               | javax.xml.datatype.XMLGregorianCalendar |
| xsd:anySimpleType   | java.lang.Object                        |
| xsd:anySimpleType   | java.lang.String                        |
| xsd:duration        | javax.xml.datatype.Duration             |
| xsd:NOTATION        | javax.xml.namespace.QName               |